# Chirnside Park
Chirnside Park är en del av en befolkad plats i Australien. Den ligger i kommunen Yarra Ranges och delstaten Victoria, omkring 32 kilometer öster om delstatshuvudstaden Melbourne. Antalet invånare är 9 092.
Runt Chirnside Park är det ganska tätbefolkat, med 222 invånare per kvadratkilometer.. Närmaste större samhälle är Doncaster East, omkring 16 kilometer väster om Chirnside Park.
Trakten runt Chirnside Park består till största delen av jordbruksmark. Genomsnittlig årsnederbörd är 1 244 millimeter. Den regnigaste månaden är juli, med i genomsnitt 140 mm nederbörd, och den torraste är januari, med 49 mm nederbörd.